# Maurice Macmillan
Maurice Victor Macmillan, vicomte Macmillan d'Ovenden (27 janvier 1921 - 10 mars 1984), est un homme politique du Parti conservateur britannique et député.

## Jeunesse et formation
Macmillan est le fils unique de Harold Macmillan, Premier ministre de 1957 à 1963 et de Dorothy Cavendish, fille de Victor Cavendish, 9e duc de Devonshire. Il fait ses études au Collège d'Eton et au Balliol College, à Oxford. Il sert avec le Sussex Yeomanry en Europe pendant la Seconde Guerre mondiale. Comme son père, il est président de Macmillan Publishers, ainsi que directeur de deux agences de presse.

## Carrière politique
Macmillan se présente à Seaham aux élections de 1945, Lincoln en 1951 et Wakefield à une élection partielle de 1954. Il siège au Kensington Borough Council de 1949 à 1953, puis est élu député d'Halifax aux élections générales de 1955, mais perd ce siège en 1964. Il est ensuite élu pour Farnham en 1966. Ce dernier siège est devenu South West Surrey aux élections de 1983. Il est secrétaire économique au Trésor (1963–64) sous Alec Douglas-Home, et Secrétaire en chef du Trésor (1970–72), Secrétaire d'État à l'Emploi (1972–73) et Paymaster General (1973–74) sous Edward Heath. Il est nommé conseiller privé en 1972.

## Famille
Il épouse Katharine Ormsby-Gore, fille de William Ormsby-Gore (4e baron Harlech), le 22 août 1942. Ils ont quatre fils et une fille: 
- Alexander Macmillan (2e comte de Stockton) (né le 10 octobre 1943)
- Joshua Edward Andrew Macmillan (1945-1965)
- Adam Julian Robert Macmillan (1948–2016)[1]
- Rachel Mary Georgia Macmillan (1955–1987)[2]
- David Maurice Benjamin Macmillan (né en 1957)

Macmillan est pendant un certain temps le propriétaire de Highgrove House, qu'il vend au prince de Galles en 1980. Lors de l'élévation de son père à la pairie en tant que comte de Stockton le 10 février 1984, Macmillan acquiert le titre de courtoisie de vicomte Macmillan d'Ovenden. Il meurt subitement à Westminster, Londres, le 10 mars 1984, âgé de 63 ans, à la suite d'une opération cardiaque. Son père lui a survécu près de trois ans, mourant en décembre 1986 à l'âge de 92 ans.
Alexander, le fils de Macmillan, prend le titre de 2e comte de Stockton depuis la mort du premier comte.